# Torreserona
Torreserona (oficialmente Torre-serona) es un municipio español de la comarca del Segriá, en la provincia de Lérida, Cataluña, situado al norte de la capital comarcal.

## Geografía humana

### Demografía
Cuenta con una población de 435 habitantes (INE 2024).
| Gráfica de evolución demográfica de Torreserona entre 1842 y 2021                                                     |
| |
| Población de derecho según los censos de población del INE. Población de hecho según los censos de población del INE. |

| 1900 | 1930 | 1950 | 1970 | 1981 | 1986 |
| ---- | ---- | ---- | ---- | ---- | ---- |
| 256  | 337  | 317  | 306  | 295  | 308  |

### Economía
Agricultura de regadío. Ganadería porcina.

## Lugares de interés
- Iglesia parroquial de Santa María.
- Restos arqueológicos de El Calvari.

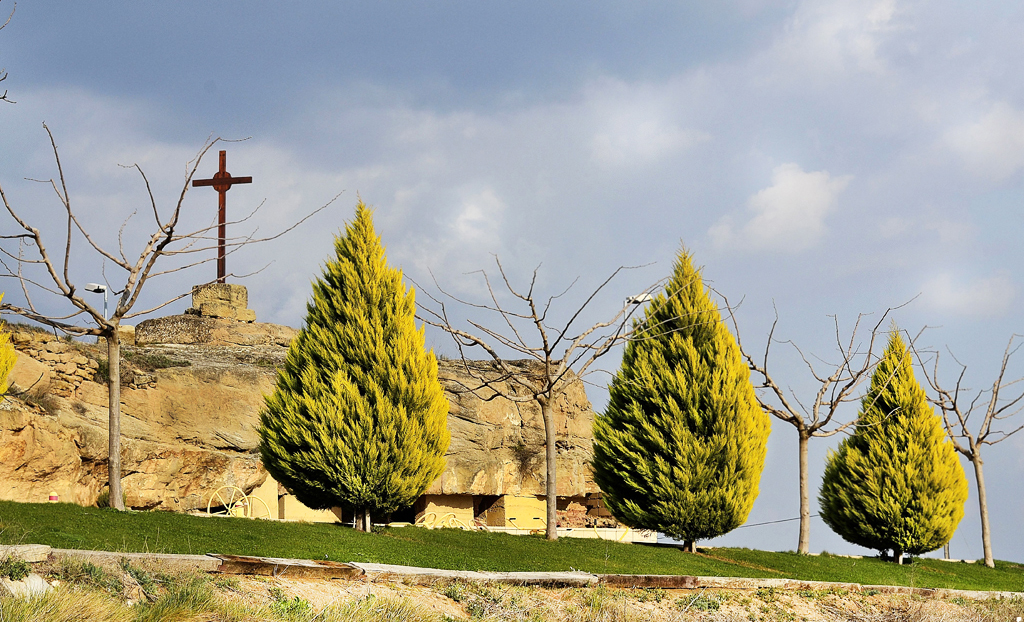
Parque del Calvario (Torreserona-Lérida)
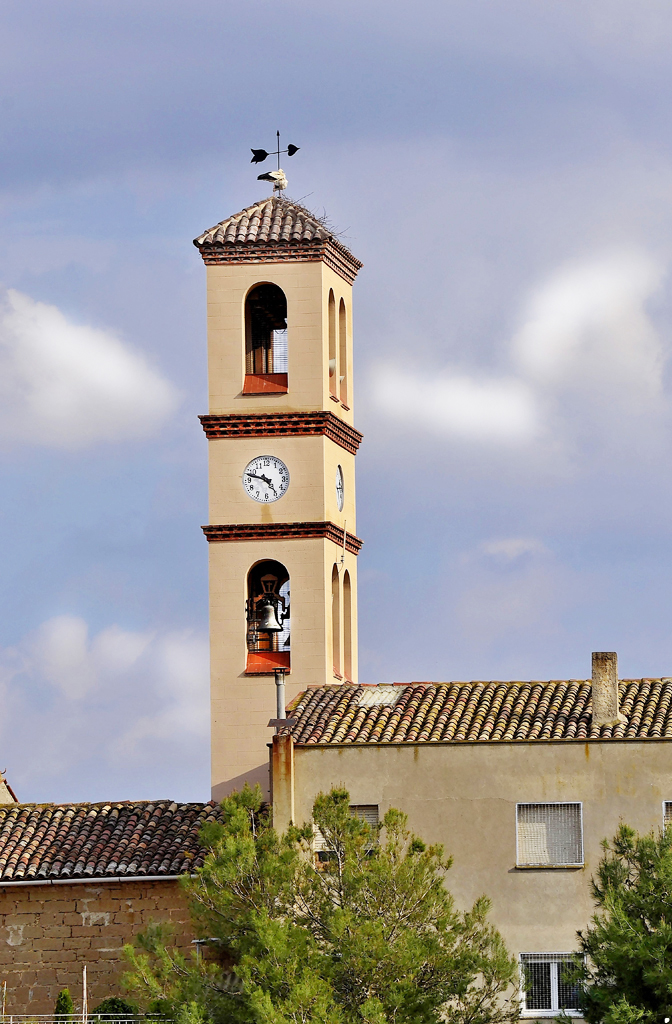
Nuestra Señora de la Asunción (Torreserona-Lérida)
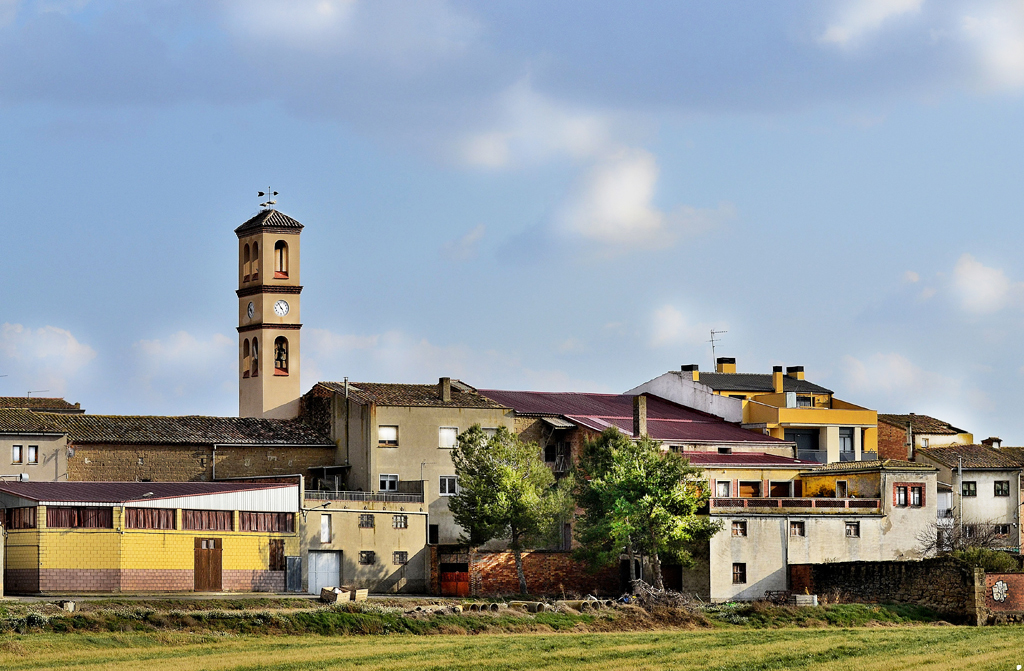
Torre de la iglesia parroquial de Nuestra Señora de la Asunción